# Olympische Jugend-Sommerspiele 2014/Teilnehmer (Togo)
| Gelbes Symbol für Goldmedaillen mit stilisierten Olympischen Ringen | Graues Symbol für Silbermedaillen mit stilisierten Olympischen Ringen | Braundes Symbol für Bronzemedaillen mit stilisierten Olympischen Ringen |
| ------------------------------------------------------------------- | --------------------------------------------------------------------- | ----------------------------------------------------------------------- |
| —                                                                   | —                                                                     | —                                                                       |

Die Jugend-Olympiamannschaft aus Togo für die II. Olympischen Jugend-Sommerspiele vom 16. bis 28. August 2014 in Nanjing (Volksrepublik China) bestand aus drei Athleten.

## Athleten nach Sportarten

### Fechten
Mädchen
- Abla Françoise Koutoglo
Säbel Einzel: 12. Platz

### Rudern
Mädchen
- Claire Ayivon
Einer: 23. Platz

### Tischtennis
Jungen
- Soudes Alassani
Einzel: 25. Platz
Mixed: 25. Platz (mit Fatouma Ali Salah  Dschibuti)